# PlayStation Home
O PlayStation Home foi um mundo virtual que segue o mesmo conceito do Second Life, em que o jogador, na forma de um avatar, um "boneco virtual", passeia e interage com outras pessoas.
O usuário também recebe um apartamento virtual, que pode ser decorado com móveis, pôsteres, papel de parede e eletrônicos.
Estava atualmente na versão beta aberta a todos os usuários do PlayStation 3, em 31 de Março de 2015 o serviço foi encerrado e removido.

## Encerramento do serviço
A Sony, em comunicado oficial, anunciou que o serviço seria encerrado em 31 de março de 2015, no dia 26 de setembro de 2014, segundo o relato da empresa, a PlayStation Home iria receber conteúdo inédito até o dia 12 de novembro de 2014, que poderia ser baixado até o dia 3 de dezembro de 2014.